# Lincoln McIlravy
Lincoln Paul McIlravy (* 17. Juli 1974 in Rapid City, South Dakota) ist ein ehemaliger US-amerikanischer Ringer. Er war Medaillengewinner bei den Olympischen Spielen 2000 und den Ringer-Weltmeisterschaften 1998 und 1999 im freien Stil im Leichtgewicht.

## Werdegang
Lincoln McIlravy wuchs in Philip auf und begann dort im Alter von fünf Jahren zusammen mit zwei Brüdern mit dem Ringen. Die Brüder trainierten zunächst ohne Trainer, unterstützt vom Vater und nach schriftlichen Anleitungen. In der High School in Philip wurde das Training dann systematischer und Lincoln McIlravy erzielte als High-School-Ringer große Erfolge. So wurde er fünfmal in Folge High-School-Champion des Staates South Dakota. Außerdem wurde er zweimal US-amerikanischer Juniorenmeister, einmal bei den Kadetten (Altersgruppe bis zum 16. Lebensjahr) und einmal bei den Junioren (Altersgruppe bis zum 18. Lebensjahr), immer im freien Stil. Als High-School-Ringer erzielte er bis 1992 ca. 200 Siege bei nur 25 Niederlagen.
Ab 1992 besuchte er dann die Iowa State University. Dort kam er in die Fittiche des berühmtesten US-amerikanischen Trainers Dan Gable, der 1972 Olympiasieger im Leichtgewicht (freier Stil) war. 1993 und 1994 wurde er NCAA-Champion (US-amerikanischer Studentenmeister) im Feder- bzw. Leichtgewicht. 1995 musste er sich im Finale dieser Meisterschaft Steve Marianetti geschlagen geben und belegte den 2. Platz. Den dritten NCAA-Titel gewann er 1997 im Leichtgewicht vor Chris Bono. Für seine Universität bestritt er 174 Kämpfe, von denen er 172 gewann und nur 2 verlor.
1996 versuchte sich Lincoln McIlravy bei den US-amerikanischen Olympia-Ausscheidungskämpfen (Trials) für die Olympischen Spiele in Atlanta zu qualifizieren. Er scheiterte aber an Townsend Saunders. Von 1997 bis 2000 wurde Lincoln McIlravy, der dem Gateway Wrestling Club Coralville angehörte, auch US-amerikanischer Meister (AAU) im Leichtgewicht.
1997 qualifizierte er sich für die Teilnahme an der Weltmeisterschaft in Krasnojarsk. Damit begann seine internationale Laufbahn als Ringer. Im Leichtgewicht gewann er seine ersten beiden Kämpfe, verlor aber dann gegen die international wesentlich erfahreneren Sasa Sasirow aus der Ukraine und Davoud Ghanbari aus dem Iran und kam deshalb nur auf den 12. Platz.
1998 siegte er bei dem international renommierten „Iwan-Yarigin“-Memorial in Krasnojarsk, dem Welt-Cup in Stillwater und den Goodwill-Games in New York. Die dabei gewonnene internationale Erfahrung konnte er bei der Weltmeisterschaft in Teheran positiv einsetzen. Er verlor dort zwar seinen ersten Kampf gegen den Weltmeister von 1995 und 1997 Araik Geworgjan aus Armenien bei Punktgleichstand von 3:3 durch Kampfrichterentscheid, besiegte danach aber Fatih Özbaş aus der Türkei, Ahmat Al-Osta aus Syrien, Almazbek Askarow aus Kirgisistan, Kim Eun-yoo aus Südkorea, Welichan Alachwerdijew aus Russland, Igor Kupejew aus Usbekistan und Daniel Igali aus Kanada. Mit diesen sieben Siegen erkämpfte er sich auf bravouröse Art und Weise nach der unglücklichen Niederlage gegen Geworgjan noch die WM-Bronzemedaille.
Im Jahre 1999 siegte Lincoln McIlravy erneut beim Welt-Cup in Spokane vor Daniel Igali, Amir Tavakolian aus dem Iran und Yosvany Sánchez Larrudet aus Kuba. Anschließend siegte er auch bei den Pan Amerikanischen Spielen in Winnipeg im Leichtgewicht vor Yosvany Sánchez Larrudet und David Igali. Bei der Weltmeisterschaft dieses Jahres in Ankara besiegte er die Weltklasseathleten Iwan Todorow aus Bulgarien, Ruslan Weliew aus Kasachstan, Amir Tavakolian, den Araik Geworgjan (dreifacher Weltmeister) und Yüksel Sanli aus der Türkei und stand damit im Finale Daniel Igali gegenüber, dem er sich knapp mit 2:3 techn. Punkten geschlagen geben musste. Igali wurde damit Weltmeister und Lincoln McIlravy Vize-Weltmeister.
Im Jahre 2000 holte sich Lincoln McIlravy zum dritten Mal den Sieg beim Welt-Cup, der in diesem Jahr in der George Mason University in Fairfax ausgetragen wurde, vor Orest Skobolewski aus der Ukraine, Yosvany Sánchez Larrudet und Saur Kasbekow aus Russland. Bei den Olympischen Spielen in Sydney siegte er im Leichtgewicht über Ibo Oziti aus Nigeria, Yüksel Sanli und Ivan Diaconu aus Rumänien und traf im Halbfinale auf seinen alten Rivalen Daniel Igali, der diesen Kampf mit 6:3 techn. Punkten gewann. Für Lincoln McIlravy war damit nur mehr der Gewinn der olympischen Bronzemedaille möglich, was er mit einem Sieg über Sergei Demtschenko aus Belarus auch verwirklichte.
Nach den Olympischen Spielen 2000 beendete Lincoln McIlravy, erst 26 Jahre alt, seine Laufbahn als aktiver Ringer, weil er eine Stelle als Trainer an seiner Universität, der Iowa State University bekam, die er immer noch innehat (2009).

## Internationale Erfolge
| Jahr | Platz  | Wettbewerb                             | Gewichtsklasse | |
| 1997 | 12.    | WM in Krasnojarsk                      | Leicht         | mit Siegen über Salvatore Rinella, Italien u. Vaso Spasow, Mazedonien u. Niederlagen gegen Sasa Sasirow, Ukraine u. Davoud Ghanbari, Iran |
| 1998 | 1.     | „Iwan-Yarigin“-Memorial in Krasnojarsk | Leicht         | |
| 1998 | 1.     | Welt-Cup in Stillwater                 | Leicht         | vor Taimuras Orussow, Russland, Yosvany Sánchez Larrudet, Kuba, Massoud Jamshidi, Iran u. Fatih Özbaş, Türkei |
| 1998 | 1.     | Goodwill-Games in New York             | Leicht         | vor Welichan Alachwerdijew, Russland u. Adem Kaya, Türkei |
| 1998 | 3.     | WM in Teheran                          | Leicht         | nach einer Niederlage gegen Araik Geworgjan, Armenien u. Siegen über Fatih Özbaş, Ahmat Al-Osta, Syrien, Almazbek Askarow, Kirgisistan, Kim Eun-yoo, Südkorea, Welichan Alachwerdijew, Igor Kupejew, Usbekistan und Daniel Igali, Kanada (4:1 techn. Punkte) |
| 1999 | 1.     | Welt-Cup in Spokane                    | Leicht         | vor Daniel Igali, Amir Tavakolian, Iran, Yosvany Sánchez Larrudet u. Ali Akbarnejad, Iran |
| 1999 | 1.     | Pan Amerikanische Spiele in Winnipeg   | Leicht         | vor Yosvany Sánchez Larrudet, Daniel Igali u. Alexander Coriano Murillo, Puerto Rico |
| 1999 | 2.     | WM in Ankara                           | Leicht         | mit Siegen über Ruslan Weliew, Kasachstan, Iwan Todorow, Bulgarien, Amir Tavakolian, Araik Geworgjan u. Yüksel Sanli, Türkei u. einer Niederlage gegen Daniel Igali (2:3 techn. Punkte)                                                                      |
| 2000 | 1.     | Welt-Cup in Fairfax                    | Leicht         | vor Orest Skobelski, Ukraine, Yosvany Sánchez Larrudet u. Saur Kasbekow, Russland |
| 2000 | Bronze | OS in Sydney                           | Leicht         | mit Siegen über Ibo Oziti, Nigeria, Yüksel Sanli u. Ivan Diaconu, Rumänien, einer Niederlage gegen Daniel Igali (3:6 techn. Punkte) u. einem Sieg über Sergei Demtschenko, Belarus                                                                           |

## Nationale Erfolge
| Jahr | Platz | Wettbewerb                           | Gewichtsklasse | Ergebnis                             |
| 1990 | 1.    | US-amerik. Juniorenmeister (Cadets)  | Bantam         |                                      |
| 1992 | 1.    | US-amerik. Juniorenmeister (Juniors) | Feder          |                                      |
| 1993 | 1.    | NCAA-Championships                   | Feder          | vor Gerry Abbas u. Shannon Gillespie |
| 1994 | 1.    | NCAA-Championships                   | Leicht         | vor Brian Harper                     |
| 1995 | 2.    | NCAA-Championships                   | Leicht         | hinter Steve Marianetti              |
| 1996 | 2.    | USA-Meisterschaften                  | Leicht         |                                      |
| 1996 | 3.    | US-amerik. Olympia-Aussch. (Trials)  | Leicht         | Sieger: Townsend Saunders            |
| 1997 | 1.    | NCAA-Championships                   | Leicht         | vor Chris Bono u. Chad Kraft         |
| 1997 | 1.    | USA-Meisterschaft (AAU)              | Leicht         |                                      |
| 1997 | 1.    | WM-Trials                            | Leicht         |                                      |
| 1998 | 1.    | USA-Meisterschaft                    | Leicht         |                                      |
| 1998 | 1.    | WM-Trials                            | Leicht         | vor Chris Bono                       |
| 1999 | 1.    | USA-Meisterschaft                    | Leicht         | vor Chris Bono u. Pat Santoro        |
| 1999 | 1.    | WM-Trials                            | Leicht         | vor Pat Santoro u. Chris Bono        |
| 2000 | 1.    | USA-Meisterschaft                    | Leicht         | vor Chris Bono u. Pat Santoro        |
| 2000 | 1.    | Olympia-Trials                       | Leicht         | vor Chris Bono                       |

Anm.: alle Wettbewerbe im freien Stil, OS = Olympische Spiele, WM = Weltmeisterschaft, NCAA = US-amerikanischer Studenten-Sportverband, AAU = Amateur-Athleten-Union, Bantamgewicht, bis 57 kg, Federgewicht, bis 62 kg, Leichtgewicht, bis 1996 bis 68 kg, von 1997 bis 2001 bis 69 kg Körpergewicht.